# Déclaration des Nations unies sur les droits des peuples autochtones
La Déclaration des Nations unies sur les droits des peuples autochtones a été adoptée par l'Assemblée générale de l'ONU le 13 septembre 2007 à la majorité de 143 voix contre 4 (États-Unis, Canada, Australie et Nouvelle-Zélande). Le Conseil des droits de l'homme de l'ONU avait voté pour le 30 juin 2006 avec 30 voix, 2 voix contre (Canada et Russie) et 12 abstentions.

## Histoire
La Déclaration, recommandée par la Déclaration et programme d'action de Vienne affirme notamment que les peuples autochtones ont le droit à l'autodétermination interne et qu'en vertu de ce droit ils déterminent librement leur statut politique et recherchent librement leur développement économique, social et culturel. Elle dispose que les peuples autochtones ne peuvent être expulsés de leur terre ; qu'ils ont droit aux ressources naturelles situées sur leur terre. La Déclaration devient la référence de l'ONU pour le respect des droits des peuples indigènes ; elle permet d'évaluer l'attitude des États envers les peuples indigènes, mais n'est pas dotée d'effet contraignant en droit international. Il s'agit donc de droit mou.
Cette adoption tombe après 12 ans d'âpres discussions, certains États étant peu disposés à la reconnaissance de ces peuples et plus encore de leurs droits, surtout territoriaux.
La Déclaration devait encore être validée par l'Assemblée Générale des Nations unies, ce qui a été fait à l'issue d'un vote, malgré l'appel des auteurs du texte pour une adoption par consensus, le 13 septembre 2007 par 143 voix pour, 4 contre (États-Unis, Canada, Australie et Nouvelle-Zélande) et 11 abstentions (Colombie, Azerbaïdjan, Bangladesh, Géorgie, Burundi, fédération de Russie, Samoa, Nigéria, Ukraine, Bhoutan et Kenya).
Après des années d’examen et de réflexion, le Canada a fait marche arrière le 10 mai 2016. La ministre des Affaires autochtones et du Nord a annoncé l’appui sans réserve du Canada : « Nous avons l’intention d’adopter et de mettre en œuvre la déclaration, en conformité avec notre Constitution. » Le 21 juin 2021, la Loi sur la Déclaration des Nations Unies sur les droits des peuples autochtones a reçu la sanction royale et est entrée en vigueur. Cette loi fournit un cadre au gouvernement du Canada et aux Premières Nations, aux Inuits et aux Métis pour qu’ils travaillent en partenariat à la mise en œuvre de la Déclaration des Nations unies, en se fondant sur la réconciliation, la guérison et des relations de coopération durables.
Le 21 juin 2023 marque le dépôt au Parlement et la publication du Plan d’action de la Loi sur la Déclaration des Nations Unies sur les droits des peuples autochtones, élaboré en consultation et en collaboration avec les Premières Nations, les Inuits et les Métis de partout au Canada

## Réactions
Le délégué britannique aux Nations unies a rappelé que le Royaume-Uni rejetait la notion de droits collectifs dans la législation internationale. Cette remarque a entraîné de vives réactions de la part des peuples indigènes. Elle fait l'objet d'une campagne de Survival International.
En dépit que le Canada n'ait pas voté en faveur de la déclaration, des villes du Québec l'ont adoptée. C'est le cas de Val-d'Or et de Montréal en 2017.

## Commentaires
La déclaration a été largement discutée à l'appui de ses succès par le Dr Kinnari Bhatt, avocat en exercice et auteur publié. Kinnari est un panel d'experts sur les droits fonciers et les droits des autochtones auprès du Mécanisme de recours indépendant du Fonds vert pour le climat. Au cours d'une interview sur la Déclaration sur les droits des peuples autochtones (UNDRIP), le Dr Bhatt a déclaré : " Je considère l'UNDRIP comme un document vivant qui a été précieux pour articuler les droits spéciaux des peuples autochtones et les placer à la fois dans un contexte historique et objectif contemporain"